# 奧克諾爾 (佛羅里達州)
奧克諾爾（英語：Oak Knoll）是位於美國佛羅里達州馬納提縣的一個非建制地區。該地的面積和人口皆未知。

## 地理
奧克諾爾的座標為27°30′42″N 82°16′39″W / 27.51167°N 82.27750°W，而該地的平均海拔高度為23米（即75英尺）。